# Gnidia burchellii
Gnidia burchellii är en tibastväxtart som först beskrevs av Carl Daniel Friedrich Meisner, och fick sitt nu gällande namn av Ernest Friedrich Gilg. Gnidia burchellii ingår i släktet Gnidia och familjen tibastväxter. Inga underarter finns listade i Catalogue of Life.